# Сули
Сули (грч. Σούλι) је општина у Епиру у северозападној Грчкој. Седиште општине је град Парамитија.

## Историја
Порекло имена Сули је неизвесно. У најранијем историјском тексту о Сулију, који је написао Христофорос Пераивос 1803. године, забележено је усмено предање мештана. Према овоме, први насељеници Сулија били су пастири који су дошли из села званог Гардики покушавајући да избегну османско угњетавање. Извесни муслиман („Турчин“ у тексту) по имену Сулис је покушао да одатле протера прве Грке, али су се ови одупирали оружјем. У бици су убили Сулиса и од тада је област добила име Сули.
Општина је добила име по селима Сули која се налазе у јужном делу овог региона. Та села су првобитно населили Сулиоти, ратоборна православна заједница која је на планинском терену тражила уточиште од Османлија. Та села су почетком 19. века имала око 12.000 становника.

## Општина
Садашња општина Сули је формирана у реформи локалне управе 2011. спајањем следеће 3 бивше општине, које су постале општинске јединице:
- Ахеронтас
- Парамитија
- Сули

Општина има површину од 502,8км 2, а општинска јединица 93.2км 2.

## Округ
Округ Сули (грч. Επαρχία Σουλίου) је била једна од округа Теспротије. Имао је исту територију као и садашња општина. Укинут је 2006. године.